# Paul van Niessen
Paul J. van Niessen (ur. 11 września 1857 w Szczecinie, zm. 28 lutego 1937 w Szczecinie) – niemiecki historyk, badacz dziejów Nowej Marchii. 

## Wybrane publikacje
- "Geschichte der Stadt Woldenberg" 1893,
- "Geschichte der Stadt Dramburg : Festschrift zur Jubelfeier ihres sechshundertjährigen Bestehens" 1897,
- "Geschichte der Neumark im Zeitalter ihrer Entstehung und Besiedlung. (Von den ältesten Zeiten bis zum Aussterben der Askanier.)" 1905,
- "Beiträge zur Geschichte der Stadt Falkenburg. Umrisse und Untersuchungen. Auf Wunsch der Stadt verfasst aus Anlass ihres 600 jährlichen Bestehens am 13 Dezember 1933" 1933.